# ニコチンアミドモノヌクレオチド
ニコチンアミドモノヌクレオチド（nicotinamide mononucleotide、略称:NMN、β-NMN）は、リボースとニコチンアミドに由来するヌクレオチドである。NMNはヒトの体内に入ると、補酵素NAD（ニコチンアミドアデニンジヌクレオチド）に変換され、サーチュインを活性化することがマウスによる研究で判明。サーチュインは「長寿遺伝子」であり、老化を遅らせ健康寿命を延ばす可能性のある物質として研究されている。

## 概要
すべての生物種に存在する補酵素であり、牛乳など様々な栄養源に含まれている。ヒトにはNMNを利用してニコチンアミドアデニンジヌクレオチド（NADHおよびNAD+）を生成する酵素が存在する。NMNはNAD+の生化学的前駆体として、ペラグラの予防に有用な可能性がある。
本来は生体内でも生成されているが、加齢に伴うNMN生成能力の低下によりNAD+も減少し、細胞核の損傷やミトコンドリアの活性低下が進むと考えられている。
NADHはミトコンドリア内の諸過程や、サーチュイン、PARPの補因子であるため、NMNは神経保護薬や抗加齢薬としての動物モデルでの研究が行われている。サプリメント企業はこうした点を主張して積極的なマーケティングを行っている。近年、ヒトでの研究によって健康な男性で最大500 mgの単回経口投与が安全であること、投与した量に応じて体内で代謝されることが示されており、長期の安全性に関する複数の研究が行われている。
外因的に投与されたNMNが細胞に入るためにはニコチンアミドリボシド（NR）に変換され、再びリン酸化されてNMNに戻る必要があると考えられている。マウスではSlc12a8がNMNのトランスポーターであり、小腸を介して10分以内に細胞へ移動しNAD+に変換されるという主張も存在するが議論がある。NRとNMNはどちらも細胞外でのCD38による分解に対して脆弱である。

## 抗老化
人間を含め、マウス、線虫など生物の老化の引き金になるものが、NADの減少であることが、世界中の抗老化研究者の共通認識になりつつある。NMNは摂取後、すぐにNAD という補酵素に変換され、老化や寿命をコントロールする酵素であるサーチュインの働きが活性化される。サーチュインの遺伝子は長寿遺伝子とも呼ばれ、哺乳類はSIRT1（サーティワン）から7まで7種類のサーチュインを持つ。中でも重要なのがSIRT1で、血糖値を下げるインスリンの分泌を促進し、糖や脂肪の代謝を促したり、神経細胞を守り行動や記憶を制御するなど、老化や寿命のコントロールに非常に重要な役割を果たす。
マウスの実験では、SIRT1の機能を高めたところ、老化による病気、症状の発症時期を遅らせることができ、メスでは16.4％、オスでは9.1％健康寿命が延びた。また、ヒトの60代に相当する17-18カ月齢のマウスの脳の視床下部でSIRT1を高めると、人間の20代相当する3-4カ月齢のマウス並みに動き回るようになり、体温の上昇が見られるとともに代謝も高まった。SIRT1の働きすべてに必要なのがNADだが、NMNの摂取によりNADの量が増大し、SIRT1の働きが活性化する。
2011年にワシントン大学医学部今井眞一郎教授の報告では、糖尿病モデルマウスにNMNを投与した研究結果で、マウスではメスのほうがNMN投与による効果が大きいことが判明。マウスの実験では、人間の20-30代に相当する若い健康体にNMNを摂取させても大きな変化はなく、40-50代に相当する中高年になってから非投与群との差が出始めたため、ヒトでも高齢者の摂取での老化制御効果が期待できるとしている。
NADを合成するビタミンB3由来のサプリメントとして、NR（ニコチンアミドリボシド）との比較では、NRは口から摂るとほぼ100％腸内細菌で分解されてしまい、サーチュインを活性化するまでには至らないと考えられ、一方、NMNも腸内細菌で分解されるが、その前に、かなりの速さで血中に取り込まれてNADに変換されることが分かっている。
ヒトに対する効果の検証では、2021年4月22日、アメリカ合衆国ワシントン大学医学部の研究チーム（サミュエル・クラインと今井眞一郎）による「世界初のNMN臨床試験に関する成果論文」がアメリカの科学誌「Science」（オンライン版）に掲載されたが、この臨床試験では前糖尿病（糖尿病予備軍）で肥満、閉経後の女性25人（55～75歳）でのプラセボ対照試験で、NMN摂取群の骨格筋（筋肉）で、血糖値を下げるホルモンのインスリン感受性の平均25％向上、2型糖尿病とその予備軍で、低下する糖の取り込み機能が改善した。これは10％の体重削減、あるいは、糖尿病治療薬のトログリタゾンを12週間投与したときに生じる改善に匹敵すると、今井は説明した。また、マウスではすでに効果が確認されていたと同様に、NMN摂取群では筋肉の再構築を促す遺伝子の働きが高まったことも確認された。一方、マウスではミトコンドリアの機能が高まることが確認されていたが、今回のヒトでは変化が見られなかった。
2021年7月現在では、サプリメントで摂取する方法と血中に点滴で投与する点滴療法がある。NMN自体の効果は、しっかりしたエビデンスができているが、ヒトにうまく投与できるかという製剤上の課題は残されている。研究では成分がヒトに吸収され、血中濃度が上がることまでは分かっている。著名人では堀江貴文が錠剤で摂取していることを明らかにしている。
今井眞一郎は、ヒトの血液中には、高濃度のNMNが含有されており、古来よりスッポンやヘビの生き血を飲むと長寿とされる説との関連も考えられるとしている。
アメリカ食品医薬品局(FDA)は、安全性の懸念からサプリメントとして販売することを禁止した。

## 薬機法との関係
NMNはサプリメントとして一般消費者に販売されていることが多いが、「抗老化」等の表現を行い、販売すると薬機法違反となる。